# Felinia magniplaga
Felinia magniplaga är en fjärilsart som beskrevs av Walker 1858. Felinia magniplaga ingår i släktet Felinia och familjen nattflyn. Inga underarter finns listade i Catalogue of Life.